# 工作服

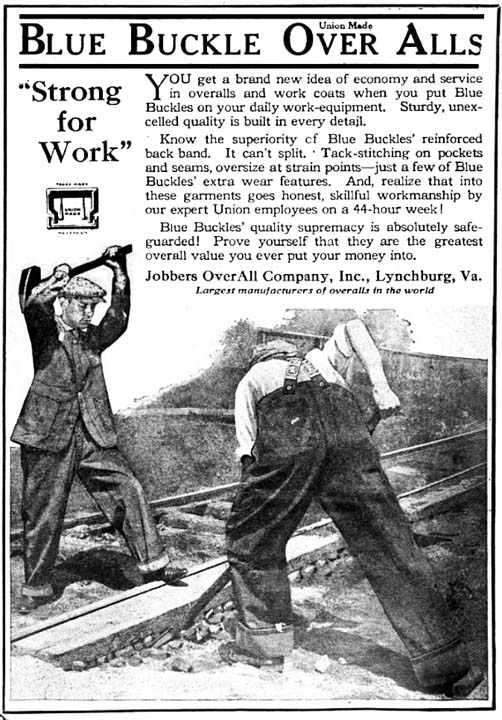
1920年的一則工作服广告

工作服是指工作时所穿的衣服，常見於涉及体力劳动的工作。在贸易行业就业的人往往也會选择穿上工作服，因为工作服具有耐用性和安全性等特點。